# Нота, Альберто
Альберто Нота (итал. Alberto Nota; 15 ноября 1775, Турин — 18 апреля 1847, там же) — итальянский драматург, библиотекарь и магистрат.
Окончил Туринский университет, в котором учился на юридическом факультете, в 18-летнем возрасте получил степень доктора обоих прав; в период наполеоновской оккупации Италии был судебным магистратом. Начал писать пьесы для театра ещё до того, как стал главой суда в Верчелли, — ещё в гимназии сочинял маленькие пьесы, которые исполнялись его товарищами. После Реставрации (1814 год) ему было запрещено занимать государственные или судебные должности, вследствие чего он вышел в отставку и в течение некоторого времени был секретарём и библиотекарем у принца де Кариньян, впоследствии короля Карла Альберта, но и этого места лишился из-за свободомыслия. В 1818 году получил пост помощника губернатора в Ницце и Боббио-Пелличе, затем в Сан-Ремо, позднее губернатора в провинции Пинероло и Казале-Монферрато в Кунео.
Считается одним из главных деятелей возрождения итальянской комедии; в его творчестве критики отмечали сильное влияние Карло Гольдони. Всего написал около 40 пьес, в основном относящихся к поджанру так называемой «слезливой комедии». Согласно оценке ЭСБЕ, «несмотря на некоторую рассудочность его пьес, препятствующую естественности комизма, и слабость действия, они превосходны по рисовке характеров и своеобразию сценических положений». Наиболее известные пьесы: «I primi passi al mal costume» (1808), «Il progettista», «Il nuovo ricco» (1809); «L’anunalatto in imaginazione» (подражание Мольеру, 1813), «La fiera» (1826), «La расе domestica», «La vedova in solitudine»; «Il filosofo celibe» (1811). Собрание его сочинений издавалось в Турине в 1823 году, во Флоренции в 1827 году, в Париже в 1839 году.